# Râul Valea Mare, Craiova
Râul Valea Mare este un curs de apă, afluent al râului Craiova. 

## Hărți
- Harta Munții Godeanu  Arhivat în 11 octombrie 2008, la Wayback Machine.
- Harta județului Caraș-Severin